# كارلوس إدواردو رودريغيز
كارلوس إدواردو رودريغيز (بالإسبانية: Carlos Rodríguez) (27 يوليو 2000 بماتورين في فنزويلا - ) هو لاعب كرة قدم فنزويلي في مركز الوسط. لعب مع Atlético Venezuela C.F. ‏.

## وصلات خارجية
- كارلوس إدواردو رودريغيز على موقع قاعدة بيانات كرة القدم.إي يو (الإنجليزية)
- كارلوس إدواردو رودريغيز على موقع Soccerway.com (الإنجليزية)